# Dierig Holding
Die Dierig Holding AG ist ein börsennotierter, international tätiger Textil- und Immobilienkonzern mit Sitz in Augsburg.
In der Textilsparte entwickelt und vermarktet das Unternehmen Bettwäsche der Marken fleuresse und Kaeppel und handelt international mit Roh- und Fertiggeweben. Zusätzlich vermarktet die Bimatex GmbH (Gesellschaft der Dierig-Gruppe) auftragsbezogene Objekttextilien (Bettwäsche für Hotels, Krankenhäuser und Pflegeeinrichtungen) sowie Technische Textilien.
Die eigene Textilproduktion mit Spinnerei, Weberei und Ausrüstung wurde Mitte der 1990er Jahre verlagert. Die freigewordenen Areale werden seither von der Immobiliensparte entwickelt, umgebaut und an Dritte vermietet. Seit dem Jahr 2006 kauft der Dierig-Konzern Immobilien im Großraum Augsburg auf dem freien Markt und entwickelt diese. Die Liegenschaften umfassen rund 482.000 Quadratmeter Grundstücks- und 147.000 Quadratmeter Gebäudeflächen an den Standorten Augsburg, Gersthofen und Kempten.

## Geschichte

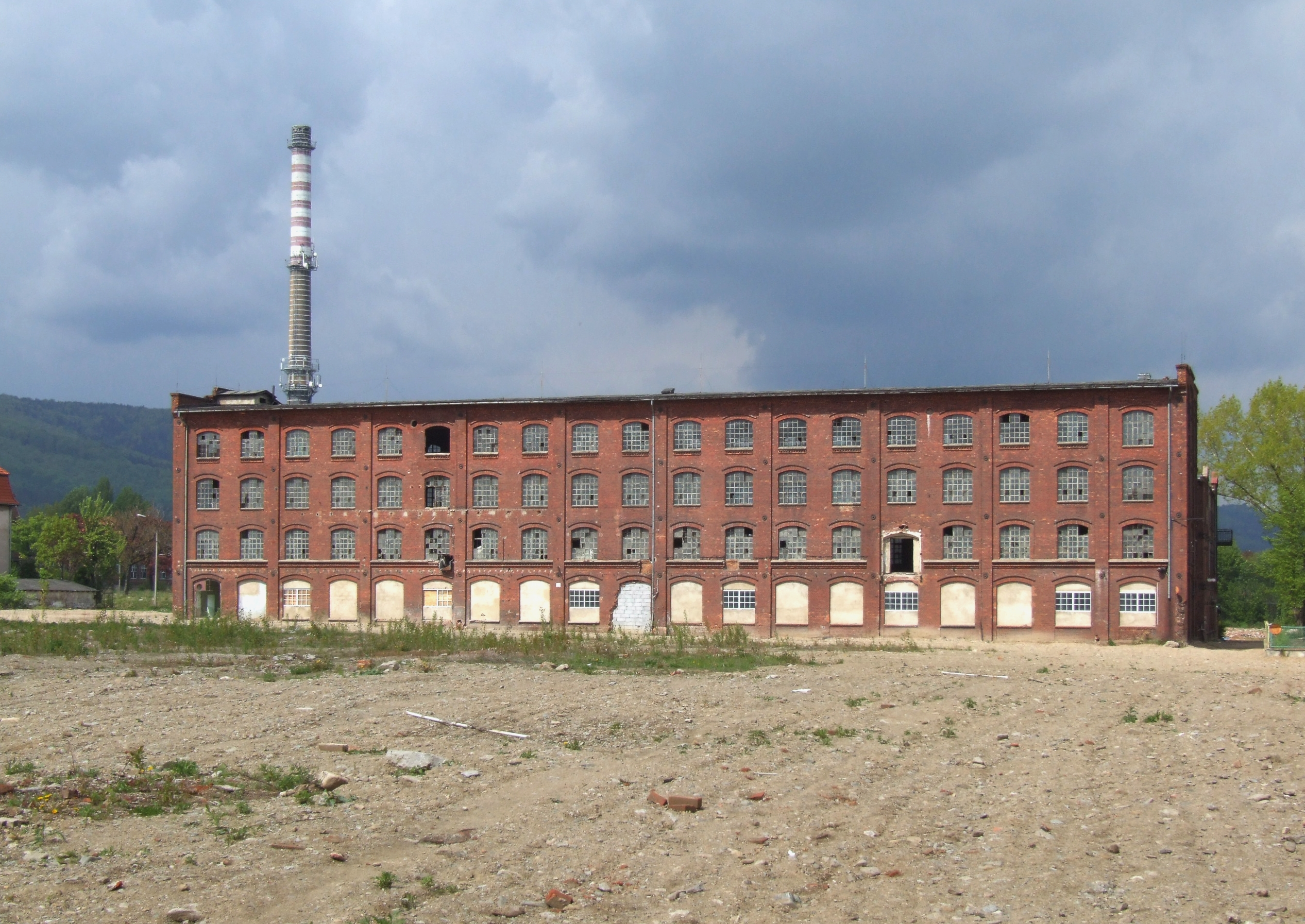
Ehemaliges Dierig-Werk in Langenbielau (2011)

Das Unternehmen Dierig wurde 1805 von Christian Gottlob Dierig (1781–1848) als textiles Verlagsunternehmen in Langenbielau in Schlesien gegründet. Eigene Webstühle wurden 1830 in Betrieb genommen, wobei bis ins späte 19. Jahrhundert die meisten Gewebe von Handwebern in Heimarbeit hergestellt wurden. Eine der Spezialitäten waren Jacquard-Stoffe.

### Aufstand der schlesischen Weber im Jahr 1844
1844 wurden auch die Langenbielauer Dierig-Fabriken zu einem Schauplatz des Schlesischen Weberaufstands von 1844. Nachdem preußisches Militär auf die demonstrierenden Weber geschossen hatte – dabei kamen zehn Männer und eine Frau zu Tode –, stürmte eine aufgebrachte Menge die Fabriken, zerschlug die Webstühle und plünderte die Lager. In Gerhart Hauptmanns Drama Die Weber wird die Firma Dierig zu „Dittrich“ chiffriert. Eine historisch korrekte Wiedergabe der Geschehnisse fiel hierbei allerdings der Dramatisierung zum Opfer.

### Industrialisierung und Expansion

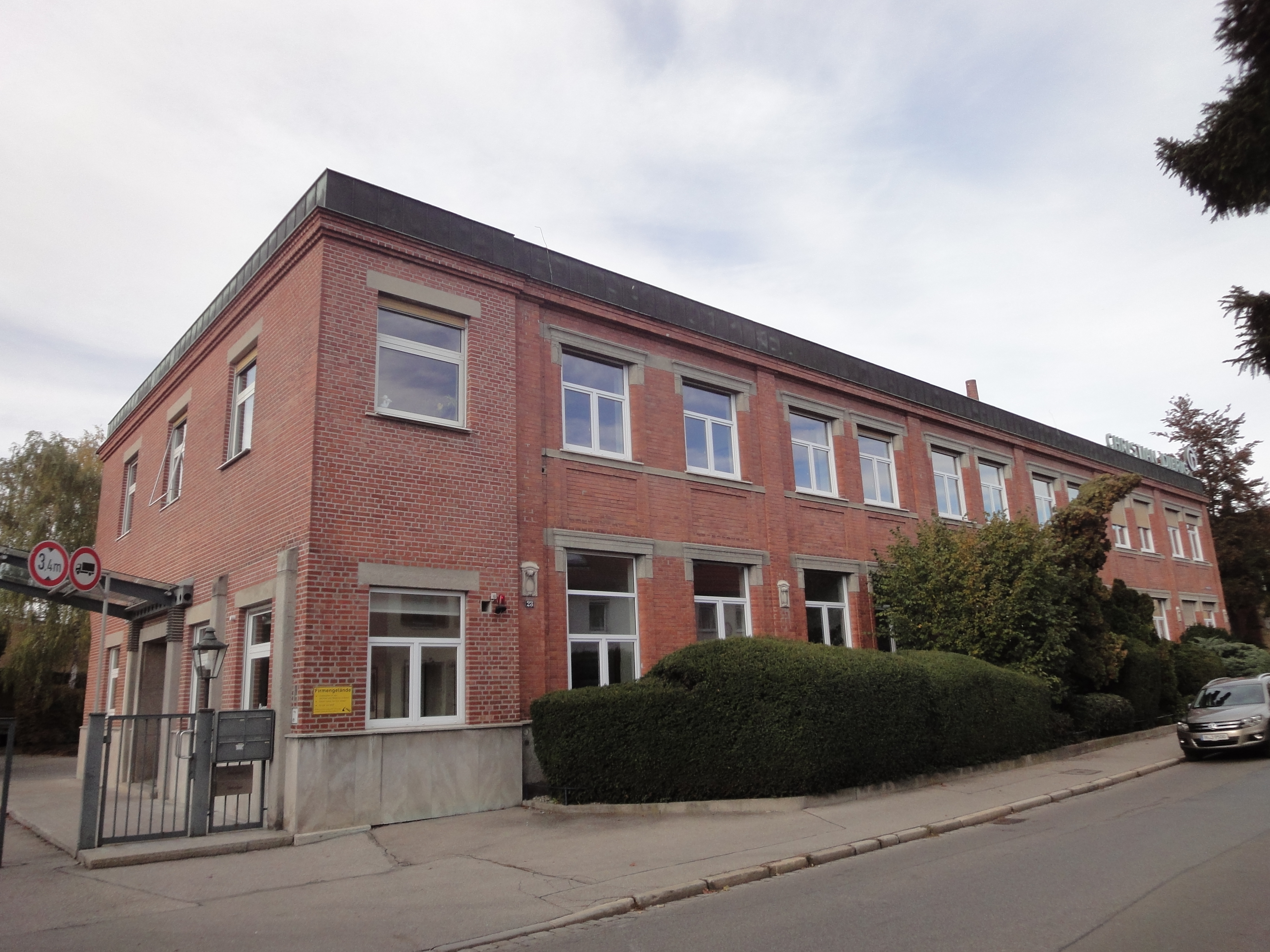
Verwaltungsbau der ehemaligen Mechanischen Weberei am Mühlbach in Augsburg, heute Hauptsitz der Dierig Holding AG (2013)

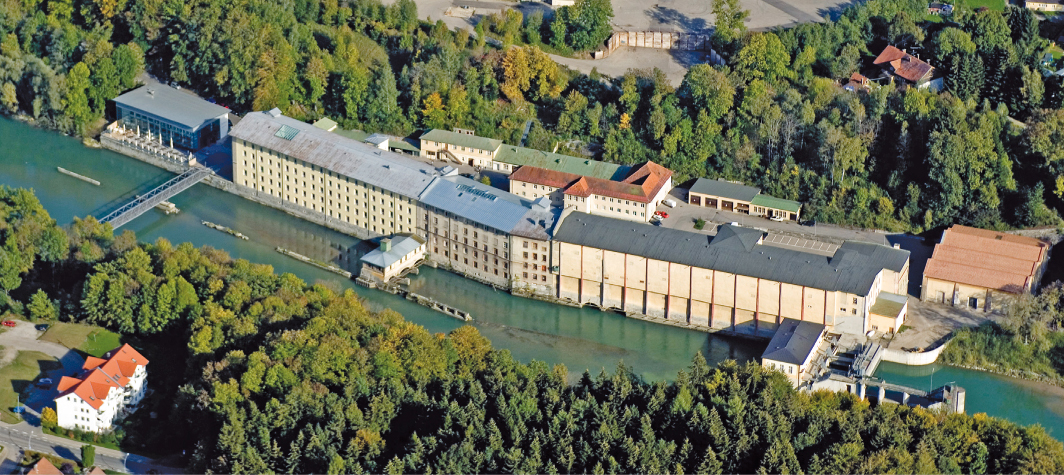
Das Gelände der ehemaligen Textilfabrik an der Iller in Kottern (Kempten) gehört zur Dierig Holding (2012).

Nach dem Tod Christian Gottlob Dierigs im Jahr 1848 übernahm sein Sohn Friedrich Dierig sen. (1818–1894) die Leitung der Geschäfte. Er und sein Sohn Friedrich Dierig jun. (1845–1931) vergrößerten den Anteil industriell gefertigter Ware. Zur Weberei kamen auch Stoffdruckereien und Spinnereien hinzu. 1905 wurde ein Zweigwerk in Gellenau eröffnet. 1918 erwarb Dierig in Augsburg die Mechanische Weberei am Mühlbach, die mit 771 Jacquard-Webstühlen zu den größten Jacquard-Webereien Deutschlands zählte, kriegsbedingt aber stillgelegt war. Mit dem Kauf der Fabrik begann die Expansion des schlesischen Unternehmens nach Westdeutschland. Dies geschah vor dem Hintergrund, näher an die Kunden heranzurücken und sich aus der Randlage zu befreien. Damit ist die Dierig Holding im Jahr 2018 seit 100 Jahren am heutigen Hauptsitz Augsburg vertreten.
Die prägenden Gestalten der vierten Generation waren die Brüder Wolfgang (1879–1945) und Gottfried Dierig (1889–1945). Unter ihrer Leitung ging das Unternehmen Dierig 1928 an die Börse und übernahm 1930 den Hammersen-Konzern mit Textilfabriken im Münsterland sowie in Augsburg und in Kempten im Allgäu. Die Augsburger Baumwollspinnerei am Stadtbach kam 1930 zum Konzern. Mit rund 15.300 Beschäftigten in 19 Werken war Dierig vor dem Zweiten Weltkrieg das größte Baumwollunternehmen Kontinentaleuropas.
Dierig setzte umfangreich Zwangsarbeiter zur Produktion ein. Inhaftierte Jüdinnen in den Zwangsarbeiterlagern unter anderem in Langenbielau und in Gellenau mussten in den Webereien des Unternehmens arbeiten.

### Nachkriegszeit
In unmittelbarer Nachkriegszeit wurden das Stammwerk im schlesischen Langenbielau, der Betrieb in Gellenau und die Produktionsstätten in der Sowjetischen Besatzungszone enteignet. Das Unternehmen verlegte daraufhin seinen Hauptsitz nach Augsburg. In der Nachkriegszeit entwickelte sich Dierig unter der Führung von Christian Gottfried Dierig (1923–2016) zum größten Textilkonzern Westdeutschlands. Die Webereien am Mühlbach, Senkel- und Fichtelbach sowie die Wertach-Spinnerei bildeten 1950 einen Komplex mit etwa 3.200 Beschäftigten. 1955 beschäftigte Dierig deutschlandweit 10.000 Mitarbeiterinnen und Mitarbeiter. Zu den in Lizenz hergestellten Markentextilien des Konzerns zählten die bügelfreien Markengewebe Cottonova und Diolen Star, aus dem ab 1968 das bügelfreie „Hemd mit der Schwarzen Rose“ hergestellt wurde, sowie Helanca, eine Kunstseide. Die Marke fleuresse wurde 1962 ausgebaut.

### Reaktion auf Krise der deutschen Textilindustrie
Der etwa ab 1955 beginnenden und sich nach 1970 verschärfenden Krise der deutschen Textilindustrie suchte sich Dierig zunächst durch Zukäufe und Kooperationen (etwa durch die Zusammenlegung der Dierig-Tochter Prinz Druck mit der Lohnausrüstung der Augsburger Textilfirma Martini zur Prima-Textil GmbH & Co.) zu entziehen. Ab den 1980er Jahren folgten Personalabbau und ab den 1990er Jahren Werksschließungen. Die eigene Fertigung wurde schließlich von 1990 bis 1997 schrittweise ins Ausland verlagert.

## Gegenwart

### Textile Handelsgeschäfte
Heute agiert Dierig im Textilbereich als „Converter“ und zählt zu den führenden Anbietern im Bereich Heimtextilien. Die Bettwäsche sowie die Fertigware werden in eigenen Ateliers gestaltet. Die Bettwäsche wird im deutschsprachigen Raum, die Roh- und Fertigware weltweit vertrieben. Die Fertigung erfolgt größtenteils im Ausland.

### Immobilien
Der Immobilienbereich hatte nach der Aufgabe der Textilproduktion die Aufgabe, aus Vermietung und Verpachtung Erträge zur Deckung der Pensionslasten zu liefern. Zwischenzeitlich hat sich das Immobiliensegment zu einem zweiten Standbein des Unternehmens entwickelt.
Dabei widmet der Konzern die Spinnerei- und Webereigebäude aus dem historischen Bestand zu Mietflächen um und bebaut Freiflächen. Ein Teil der Immobilien am Hauptstandort ist an die Arbeiterwohlfahrt Augsburg vermietet, die dort das Seniorenzentrum Christian-Dierig-Haus betreibt. Daneben kauft der Dierig-Konzern seit 2006 im Raum Augsburg Immobilien zu. Unter anderem erwarb Dierig 2006 und 2012 Teile des ehemaligen Schlacht- und Viehhofs Augsburg und wandelte das Gelände zu einer Gastronomie-, Lebensmittel- und Freizeitmeile um. In Gersthofen vor den Toren Augsburgs erwarb Dierig 2012 und 2015 bebaute und unbebaute Grundstücke. Teilflächen sind seit ihrer Entwicklung an den internationalen Automobilzulieferer Faurecia vermietet. Durch die Beteiligung an der Peter Wagner Immobilien AG ist Dierig seit 2018 auch im Immobilienservice tätig.
Der Standort Bocholt mit ursprünglich 100.000 Quadratmetern Grundfläche wurde zwischen den Jahren 1998 und 2008 entwickelt und verkauft. Gleiches gilt für den Standort Rheine mit rund 30.000 Quadratmetern. Die Erlöse flossen in die Aufwertung bestehender und den Ankauf neuer Immobilien in und um Augsburg.

## Kennzahlen
Im Geschäftsjahr 2024 erwirtschaftete der Dierig-Konzern einen Umsatz von 50,2 Millionen Euro. Davon entfielen 34,6 Millionen Euro auf den Bereich Textil und 15,6 Millionen Euro auf den Bereich Immobilien. Der Konzerngewinn bezifferte sich auf 3,0 Millionen Euro. Der Wert der Investment Properties, also der als Finanzinvestition gehaltenen Immobilien, wird mit 86,3 Millionen Euro angegeben.

## Konzernstruktur
Der Dierig-Konzern ist eine Holding-Organisation. Die Dierig Holding AG als Muttergesellschaft hat mit Ausnahme einiger Vermietungsgeschäfte keinen eigenen operativen Geschäftsbetrieb. Diesen übernehmen Tochtergesellschaften:
- Dierig Textilwerke GmbH, Augsburg (Immobilien)
- fleuresse GmbH, Augsburg (Bettwäsche)
- Adam Kaeppel GmbH, Augsburg (Bettwäsche)
- Bimatex GmbH, Augsburg (internationaler Gewebehandel)
- Peter Wagner Immobilien AG, Augsburg (Immobilien)
- Christian Dierig GmbH, Leonding (Bettwäsche in Österreich und Osteuropa)
- Dierig AG, Wil (Bettwäsche in der Schweiz)

## Aktie
Die Aktie des Unternehmens ist unter der ISIN DE0005580005 (WKN 558000) notiert.
Das gezeichnete Kapital von elf Millionen Euro ist in 4,2 Millionen nennwertlose Stückaktien zum rechnerischen Anteil am Grundkapital von 2,62 Euro eingeteilt. Größter Anteilseigner ist die Textil-Treuhand GmbH, die eine Mehrheitsbeteiligung von 70,13 Prozent an der Dierig Holding AG hält. In der Textil-Treuhand GmbH bündeln die Mitglieder der Familie Dierig ihre Anteile.
Die Dierig Holding hält 96.900 eigene Aktien. Die übrigen Aktien befinden sich in Streubesitz.